# Marinette Aristow-Journoud
Pour les articles homonymes, voir Journoud.
Marinette Aristow-Journoud est une éducatrice et conseillère technique et pédagogique d'art et de traditions à l'Éducation nationale française. Elle a été élève d'Alick-Maud Pledge et auditrice du professeur Marcel Jousse.

## Ouvrages
- La section des petits : « de la famille à l'école maternelle » (en collaboration avec H. Sourgen, Fr. Léandri, Suzanne Jung), Armand Colin, 1966, 191 p.
- « Le geste et le rythme, rondes et jeux dansés, de la naissance à la préadolescence », Cahiers de pédagogie moderne, Armand Colin, 1965.
- Au pays de Lavedan : Saint-Savin et Sazos, Marrimpouey, 1977.